# Roul Fahlin
Roul Fahlin, né le 13 octobre 1966 à Örebro, est un coureur cycliste suédois. Il a participé aux Jeux olympiques d'été de 1988 à Séoul.

## Palmarès et classements

### Palmarès par année
- 1983
  - 3e du championnat des Pays nordiques du contre-la-montre par équipes juniors
- 1984
  - Champion des Pays nordiques du contre-la-montre par équipes juniors (avec Sten Knutsson, Thomas Håkansson et Håkan Arvidsson)
  -  Champion de Suède du contre-la-montre juniors
- 1985
  -  Champion de Suède du contre-la-montre par équipes (avec Stefan Brykt et Magnus Knutsson)
  - 6eb étape du Tour de Suède
  - Grand Prix François-Faber
- 1986
  - 6e étape du Tour de Suède
  - 3e étape du Tour d'Autriche
  - Skandisloppet
- 1987
  -  Champion de Suède des 50km contre-la-montre par équipes (avec Michel Lafis et Magnus Knutsson)
  - Prologue du Grand Prix Guillaume Tell
  - 3e du championnat de Suède du contre-la-montre
- 1988
  -  Champion de Suède des 50km contre-la-montre par équipes (avec Allen Andersson et Anders Jarl)
  - Solleröloppet
- 1989
  - Solleröloppet
- 1991
  - 3e de Dijon-Auxonne-Dijon

### Classements
- 28e du championnat du monde sur route juniors : 1983
- 87e de la course en ligne aux Jeux olympiques : 1988